# Java APIs for Integrated Networks
Java APIs for Integrated Networks (JAIN) ist eine Sammlung von APIs (Programmierschnittstellen), die auf der Java-Technologie basieren und einen Zugriff auf Telefon- und Datennetze ermöglichen. Die Firma Sun Microsystems hat diese Erweiterung der Java-Plattform im Jahr 1998 eingeleitet, um Netzwerkdienste schneller und einfacher entwickeln zu können. Die JAIN Initiative, in der sich verschiedene Anbieter aus dem Telekommunikationsbereich zusammengeschlossen haben, wacht über die Schnittstelle, die durch die Java Specification Requests (JSR) im Java Community Process (JCP) definiert ist.

## Bücher
- Jain, Ravi; Bakker, John-Luc; & Anjum, Farooq (2004). Programming Converged Networks: Call Control in Java, XML and Parlay/OSA,  Wiley Interscience, 2004.  ISBN 0-471-26801-1
- Jepsen, Thomas C.; Anjum, Farooq; Bhar, Ravi Raj; Tait, Douglas (2001). "Java in Telecommunications: Solutions for Next Generation Networks" John Wiley & Sons, 2001, ISBN 0-471-49826-2
- Mueller, Steve. APIs And Protocols For Convergent Network Services. McGraw-Hill, 2002, ISBN 0-07-138880-X